# Hošnice
Hošnice (německy Hoschnitz) jsou malá vesnice, část obce Strupčice v okrese Chomutov. Nachází se na pravém břehu Srpiny asi dva kilometry jihovýchodně od Strupčic. Prochází zde silnice II/251. V roce 2011 zde trvale žilo 62 obyvatel ve 24 domech.
Hošnice leží v katastrálním území Sušany o výměře 7,77 km².

## Název
Název vesnice je odvozen z osobního jména Hošna ve významu ves lidí Hošnových. V historických pramenech se jméno vyskytuje ve tvarech: Hosniz (1203), Hoschniz (1207), Hosnicz (1341), v Hossniczy (1507), wes hassniczy (1575), HOsznitz nebo Hoschnitz (1787) a Hoschnitz (1846).

## Historie

### Rané dějiny
První písemná zmínka o Hošnicích pochází z roku 1203, kdy většina vsi patřila oseckému klášteru. O pět let později král Přemysl Otakar I. klášteru věnoval i svůj zdejší dvůr. Vlastnictví části Hošnic klášteru roku 1209 potvrdil i biskup Daniel II., zatímco druhá část patřila ke komořanskému statku. Podle regionální vlastivědné literatury z konce devatenáctého století stával původní královský dvůr údajně na návsi a byl obehnán příkopem, z něhož se později stal rybník.

### Do osmnáctého století

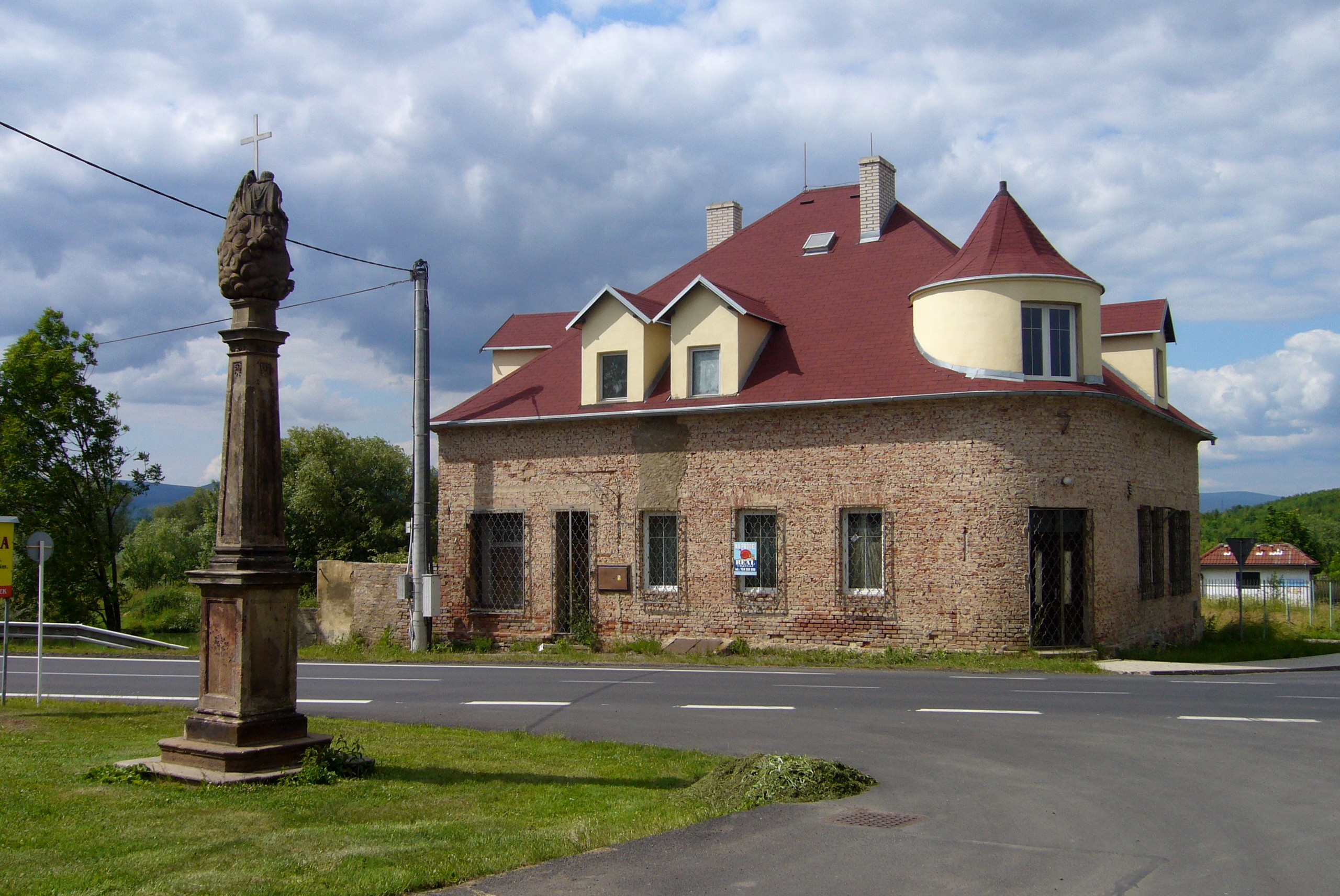
Bývalý hostinec

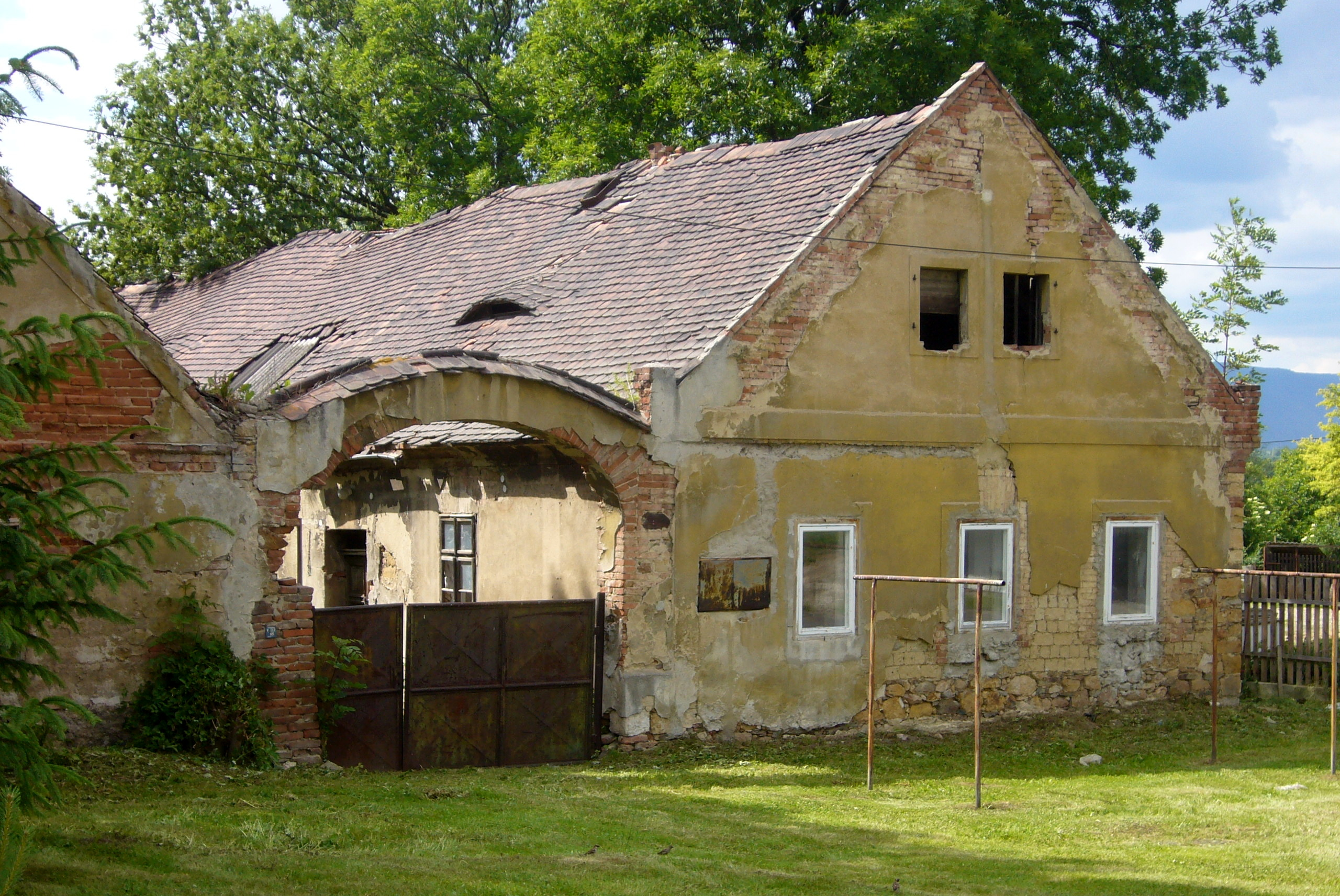
Statek v severní části návsi (zbořen v letech 2012–2015)

Osecký klášter vesnici spravoval prostřednictvím svého statku ve Škrli, a hošničtí poddaní proto museli robotovat na jeho pozemcích. Během šestnáctého století se v Hošnicích rozšířil protestantismus a během stavovského povstání v letech 1618–1620 vesnici klášteru zabavily české stavy, od kterých ji koupil Bohuslav z Michalovic. Po bitvě na Bílé hoře jako jeden z direktorů povstání přišel o majetek, a Hošnice se vrátily zpět k oseckému klášteru. Po třicetileté válce byla vesnice podle berní ruly z roku 1654 v dobrém stavu. Žilo v ní šest sedláků, sedm chalupníků a tři poddaní bez pozemků. Celkem měli 35 potahů a chovali 31 krav, osmnáct jalovic, 72 prasat a devatenáct koz. Dobytek a pěstování pšenice představovaly základ hošnického hospodářství. Jedna z usedlostí nepatřila klášteru ale ke statku Kopisty, jehož majitelem bylo město Most. Klášterním úředníkem ve vsi býval rychtář. Jeho funkci v roce 1654 zastával Paul Hammer, který směl čepovat pivo odebírané z klášterního pivovaru.
V osmnáctém století vesnici opakovaně nepříznivě ovlivňovaly časté průchody a pobyty vojsk a část vsi roku 1746 podlehla velkému požáru. Podle díla Jaroslava Schallera z roku 1787 v Hošnicích stálo sedmnáct domů, z nichž jeden patřil ke slatinickému statku, který vznikl roku 1709 oddělením od Kopist. Bývalý královský dvůr už zanikl a na jeho místě stávala kovárna, ve které tři dny v týdnu pracoval kovář ze Strupčic. Později byla kovárna zbořena a na jejím místě vznikla kaple svatého Víta vysvěcená roku 1846.

### Od devatenáctého století
V polovině devatenáctého století u Hošnic vznikl hnědouhelný důl Magdaléna založený J. Willfahrtem. Tři až pět horníků v něm v hloubce dvacet metrů dobývalo z 2,2 metrů mocné sloje 100–150 tun uhlí ročně. Důl později získala rodina Richterů a s jednou delší přestávkou byl v provozu až do přelomu devatenáctého a dvacátého století.
Zemědělství bylo hlavním zdrojem příjmů až do dvacátého století. Koncem devatenáctého století k vesnici patřilo 262 hektarů polí, pět hektarů pastvin a půl hektaru luk. Pěstoval se především ječmen, pšenice, řepa, luštěniny, pícniny a v malém množství oves, žito a brambory. Tyto plodiny byly ve dvacátém století nahrazeny cukrovou řepou, cibulí, pšenicí a jarním ječmenem určeným k výrobě sladu. V sadech se pěstovaly hrušky a švestky.
V roce 1847 v Hošnicích žilo 149 obyvatel ve 25 domech, z nichž jeden patřil svobodnému pánovi z Ottilienfeldu. Děti v devatenáctém století docházely do školy ve Strupčicích.
V roce 1928 byla do vsi zavedena elektřina z kadaňské elektrárny, ale k rozvodné síti se připojili jen některé usedlosti. Ve stejném roce byl postaven vodovod z Pyšná do Havraně, ale ani o něj neměla obec zájem. Domy čp. 28 a 33 sloužily jako hostince a u jednoho z nich býval koloniál. Řemeslo provozovali pouze kovář, kolář, zedník a krejčí.
Říjnové obsazení Sudet na základě Mnichovské dohody v roce 1938 uvítala německá většina v Hošnicích jako osvobození. Vzápětí byla zrušená česká škola a v průběhu druhé světové války v okolních dolech pracovali váleční zajatci z Ruska. Rudá armáda vesnici osvobodila večer 8. května 1945. Postupující oddíly se zde rozdělily a pokračovaly dále do Sušan nebo do Škrle. Po válce bylo německé obyvatelstvo vysídleno, ale přestože na jeho místo přišli noví přistěhovalci, počet obyvatel vsi oproti předválečnému stavu klesl asi o třetinu.
Ve druhé polovině dvacátého století se vesnice změnila. Byla zbořena kaple a rybník upraven na požární nádrž. Na východním okraji vyrostl nový zemědělský areál, ale koncem dvacátého století už byl zchátralý. Většina původních usedlostí pochází z devatenáctého století, ale charakter vsi narušily čtyři novostavby domů typu okál. Nenarušený vzhled se zachoval pouze na západní a částečně na jižní straně návsi.

## Obyvatelstvo
Při sčítání lidu v roce 1921 zde žilo 125 obyvatel (z toho 61 mužů), z nichž bylo jen 21 Čechů a ostatní Němci. Tři lidé byli bez vyznání a ostatní patřili k římskokatolické církvi. Podle sčítání lidu z roku 1930 měla vesnice 171 obyvatel: 31 Čechoslováků, 139 Němců a jednoho jiné národnosti. Počet lidí bez vyznání vzrostl na osmnáct, jeden byl evangelík, dva židé a ostatní se hlásili k římskokatolické církvi.
|                                                                | 1869 | 1880 | 1890 | 1900 | 1910 | 1921 | 1930 | 1950 | 1961 | 1970 | 1980 | 1991 | 2001 | 2011 | 2021 |
| -------------------------------------------------------------- | ---- | ---- | ---- | ---- | ---- | ---- | ---- | ---- | ---- | ---- | ---- | ---- | ---- | ---- | ---- |
| Obyvatelé                                                      | 142  | 158  | 133  | 125  | 119  | 125  | 171  | 111  | 74   | 46   | 50   | 52   | 52   | 62   | 55   |
| Domy                                                           | 24   | 27   | 27   | 31   | 26   | 30   | 32   | 29   | —    | 17   | 16   | 21   | 23   | 24   | 22   |
| Počet domů z roku 1961 je zahrnut v celkovém počtu domů Sušan. |      |      |      |      |      |      |      |      |      |      |      |      |      |      |      |

## Obecní správa a politika
Po zrušení poddanství se Hošnice v roce 1850 staly samostatnou obcí, kterou zůstaly až do roku 1960, kdy se staly částí obce Sušany. Spolu s nimi byly od 1. května 1976 (nebo už od 30. dubna) připojeny ke Strupčicím.
Dne 22. května 1938 se konaly volby do obecních zastupitelstev. Z rozdělených 92 hlasů v Hošnicích získaly 69 hlasů Sudetoněmecká strana a 23 hlasů Německá sociální demokracie.

## Pamětihodnosti

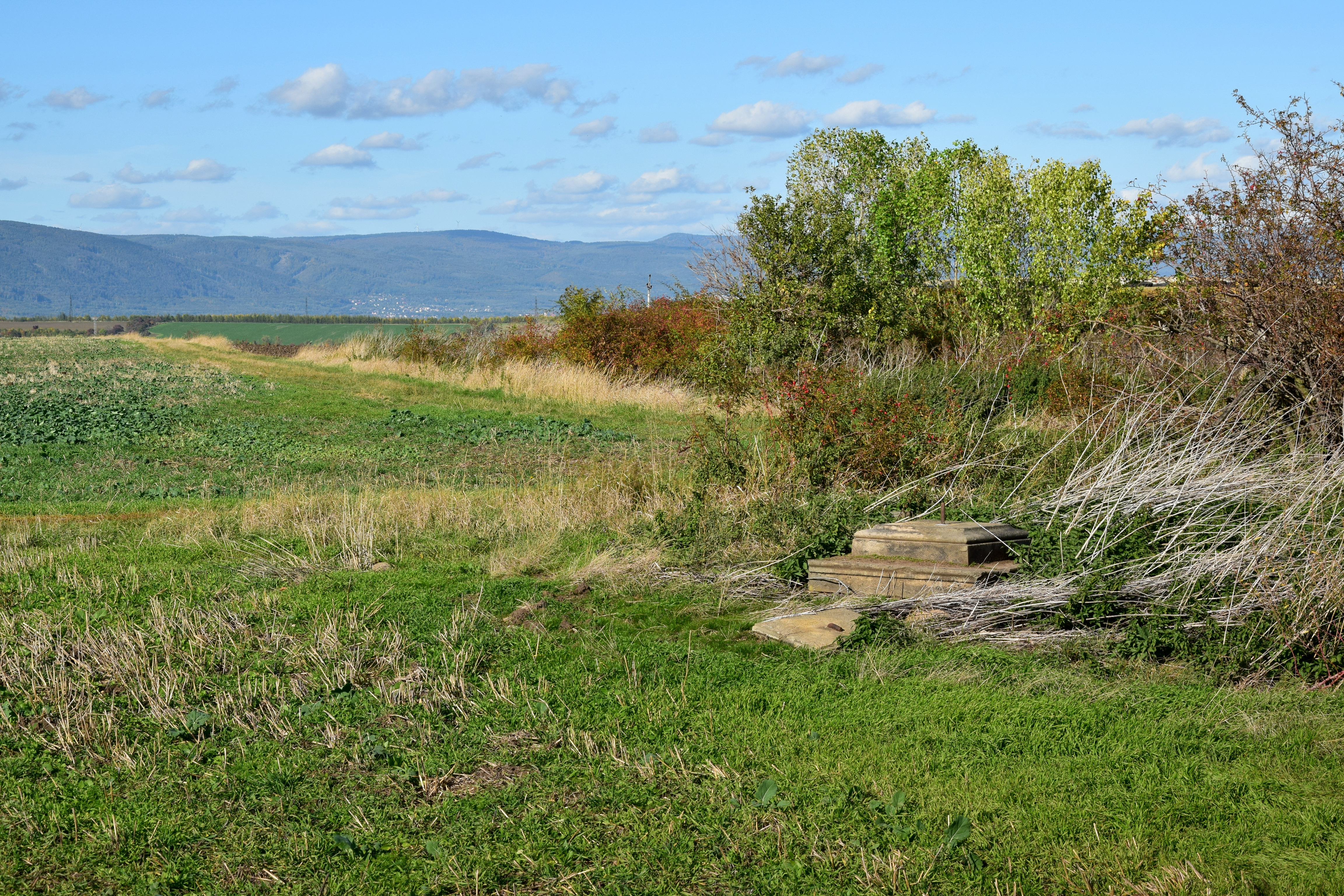
Torzo podstavce kříže na okraji pole jižně od vesnice

Ve vesnici stávala kaple svatého Víta z roku 1846. Na obdélnou loď navazoval užší trojboký presbytář. V průčelí členěném toskánskými pilastry stála hranolová věž s jehlancovou střechou s lucernou. Zbořena byla na počátku šedesátých let dvacátého století, ale památková ochrana byla zrušena dodatečně až v roce 2009. V místech u zaniklé kaple se dochovalo pískovcové sousoší svaté Anny Samotřetí v životní velikosti z roku 1716. Svatá Anna v něm v náručí drží děvčátko Pannu Marii a Krista (také jako dítě). Kromě něj u křižovatky stojí pískovcový sloup Nejsvětější Trojice z roku 1861 od místního kameníka Dietze a na východním okraji vesnice sloup s ukřižovaným Kristem na volutovém podstavci s reliéfem Panny Marie z roku 1739. U cesty do Malého Března bývala socha svatého Jana Nepomuckého a v poli jižně od vesnice stávala boží muka.
Většina zástavby vsi pochází z přelomu devatenáctého a dvacátého století, ale některé domy mohou mít starší jádro. Mezi starší usedlosti náleží dům (dříve čp. 1) s polovalbovou střechou, ke kterému patří bývalý výměnek s eklektickým průčelím. Obě budovy odděluje klenutá brána se vzdutou římsou. Domy usedlostí čp. 3 a 4 jsou postaveny delší stranou podél návsi. Do dvora první z nich se vjíždí půlelipticky zaklenutým portálem, usedlost čp. 4 má bránu s trojúhelníkovým štítem. Na severním konci návsi ještě v roce 2006 stávala dvouštítová usedlost s obytným domem a výměnkem, spojenými půleklipticky klenutou bránou, ale později byla zbořena. Usedlosti čp. 11, 12 a 20 mají starší jádra, ale jejich dochovaná podoba je výsledkem novodobých modernizací. U domu čp. 19 stojí patrová klasicistní sýpka.

## Galerie

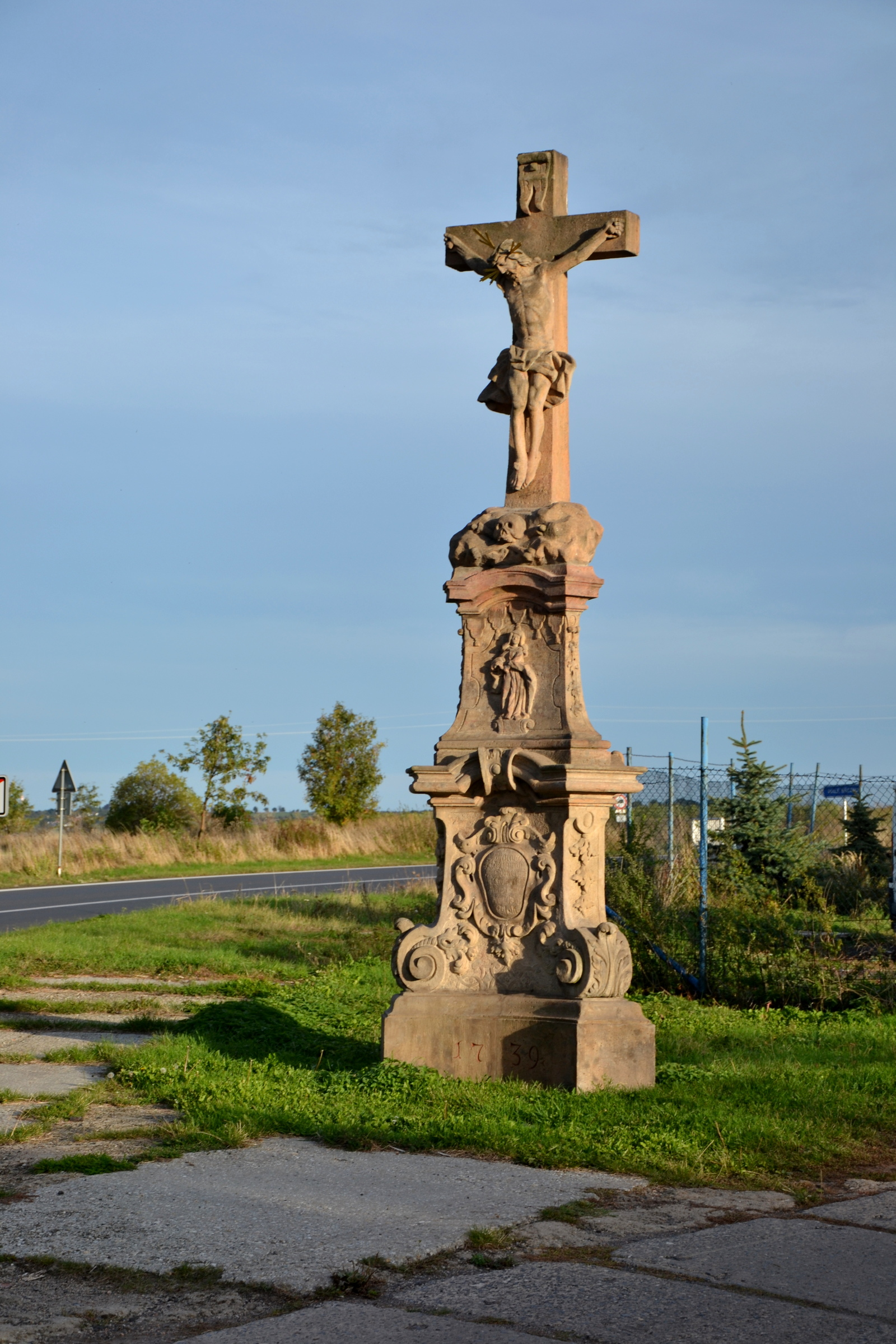
Kamenný kříž
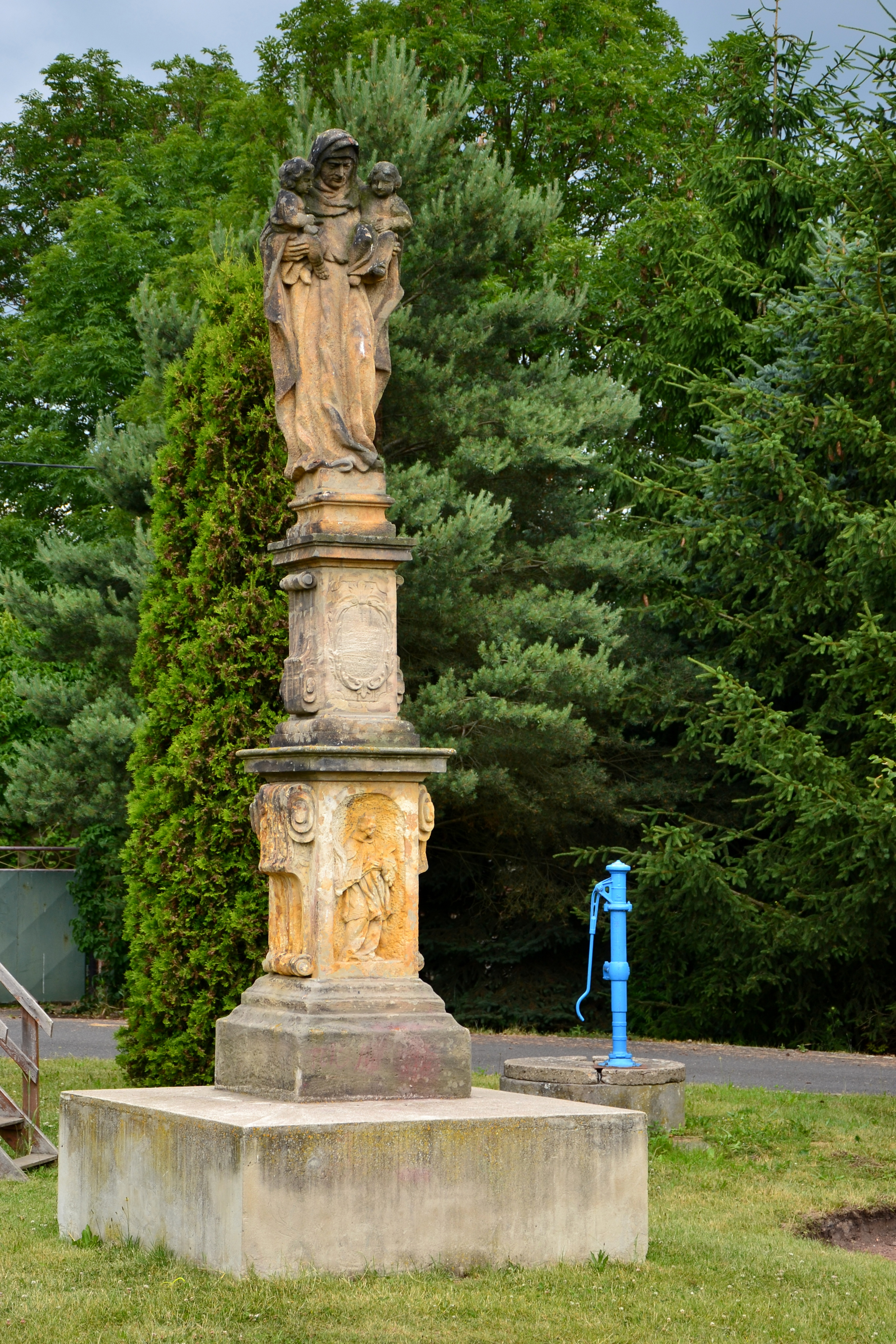
Socha svaté Anny Samotřetí z roku 1716
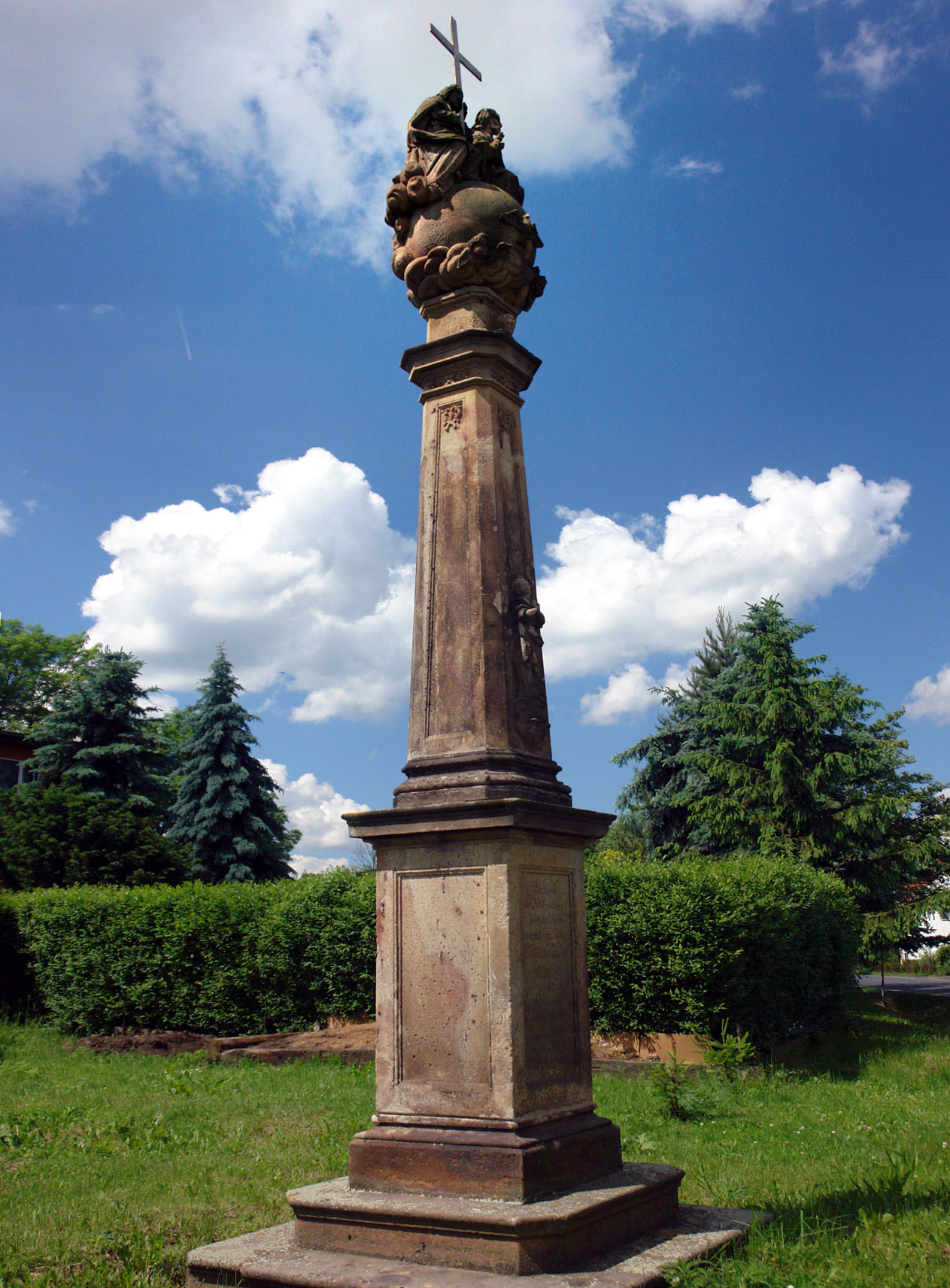
Sousoší Nejsvětější Trojice z roku 1861